# Americká kuchyně

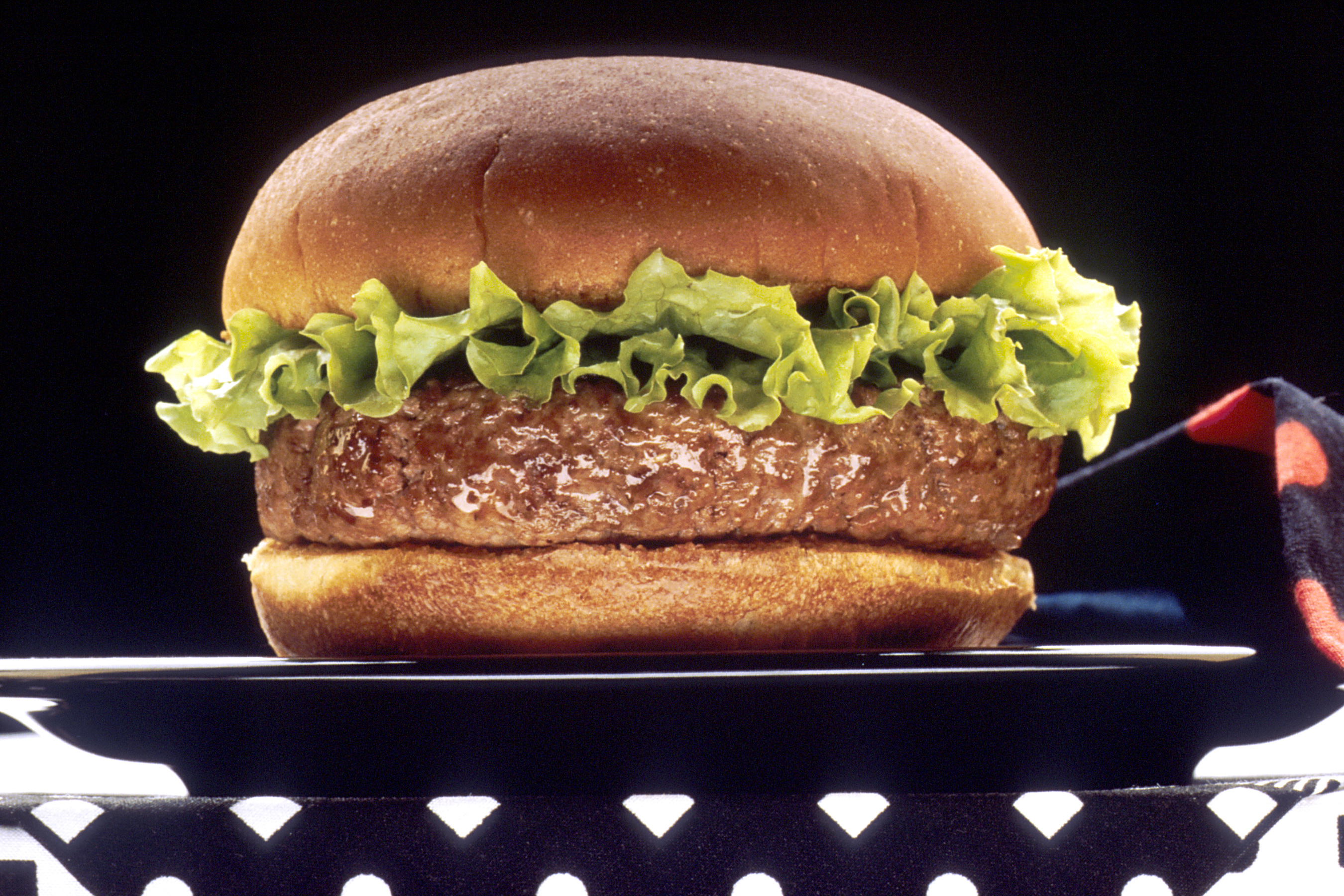
Hamburger

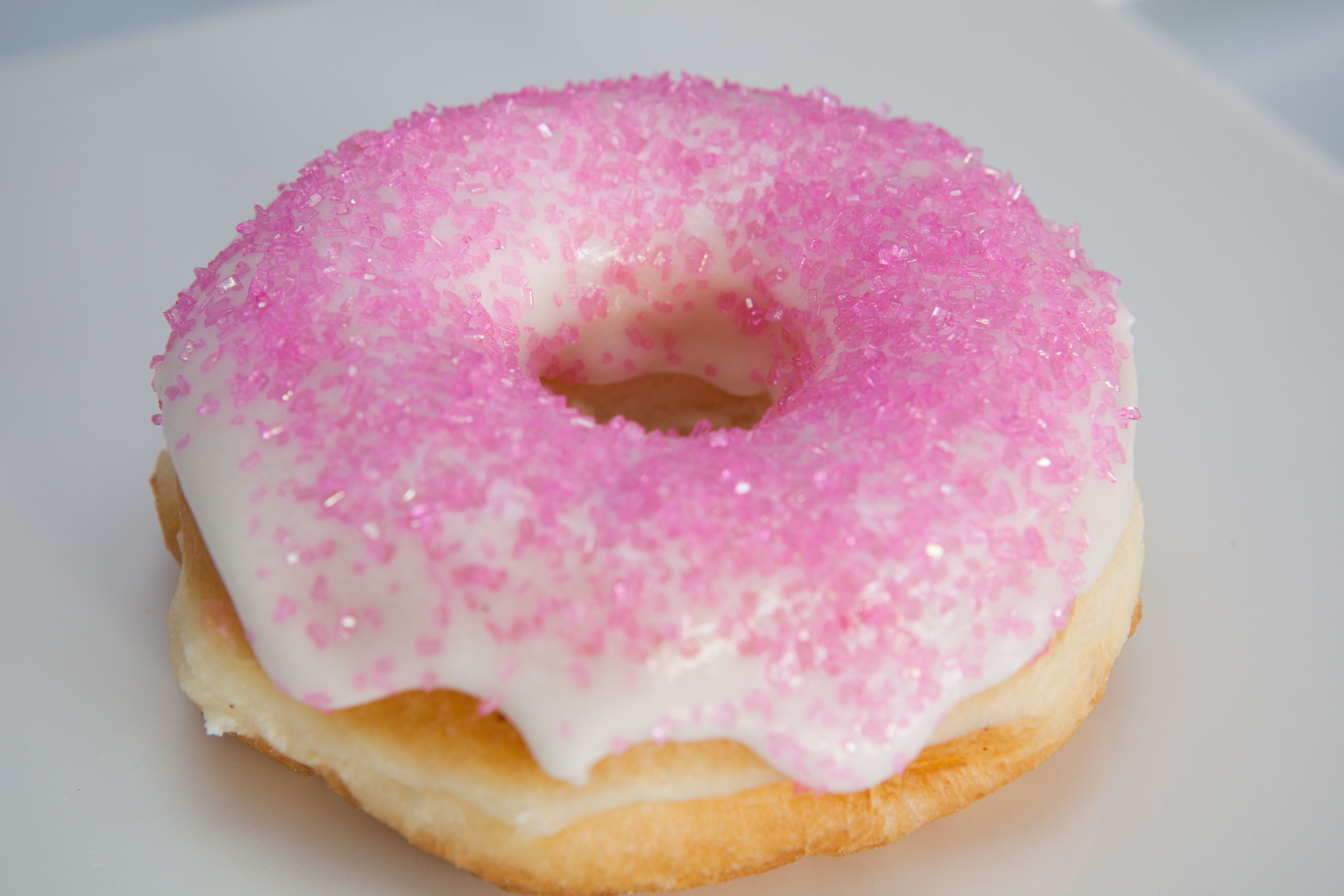
Donut

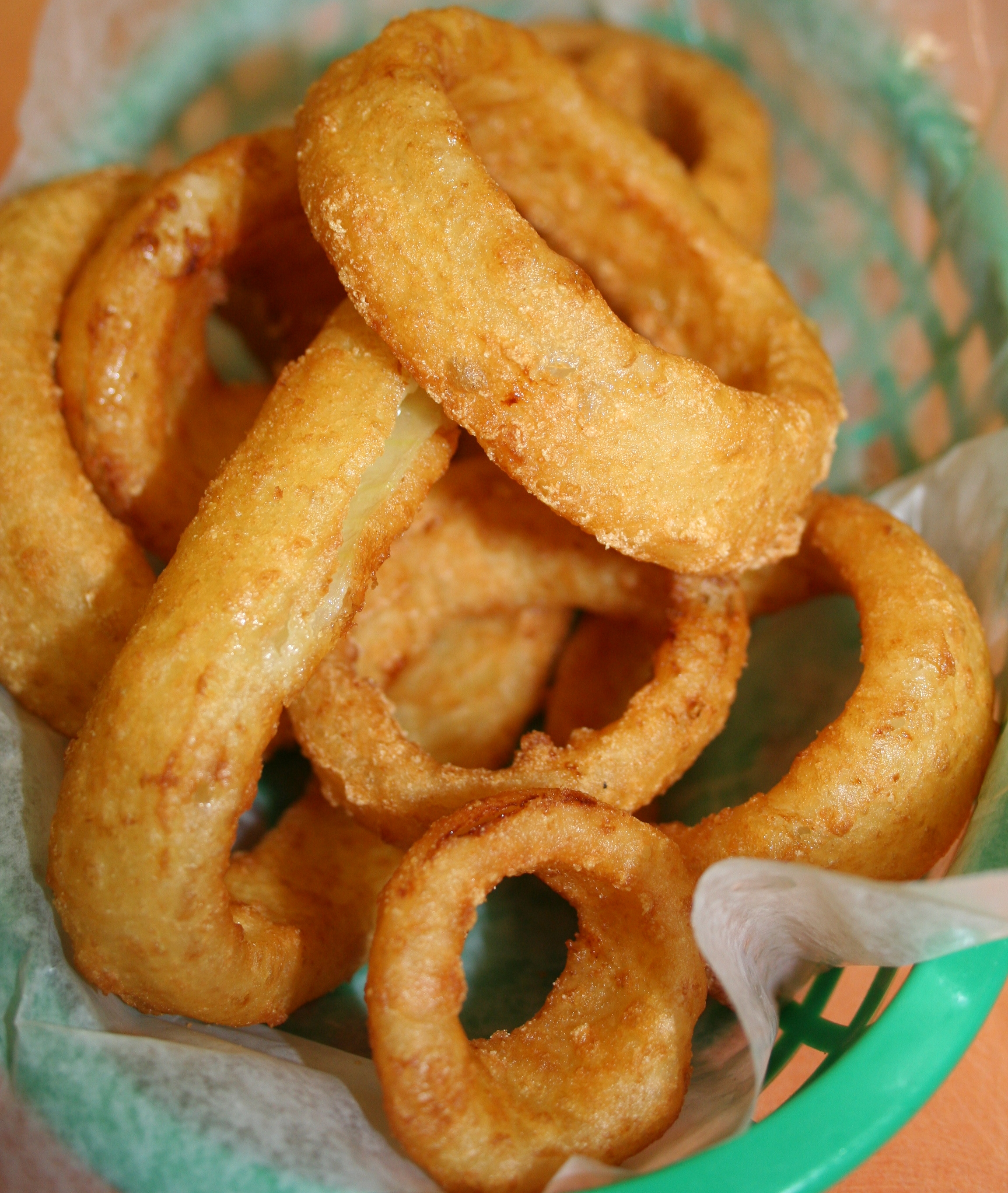
Cibulové kroužky

Americká kuchyně (anglicky: American cuisine) je tradiční kuchyní v USA. V americké kuchyni se spojují vlivy z mnoho různých kuchyní světa, především z kuchyně francouzské, africké a mexické. Díky americkým fastfoodovým řetězcům jako je KFC nebo McDonald's jsou mnohá americká jídla známa po celém světě.

## Tradiční americká jídla

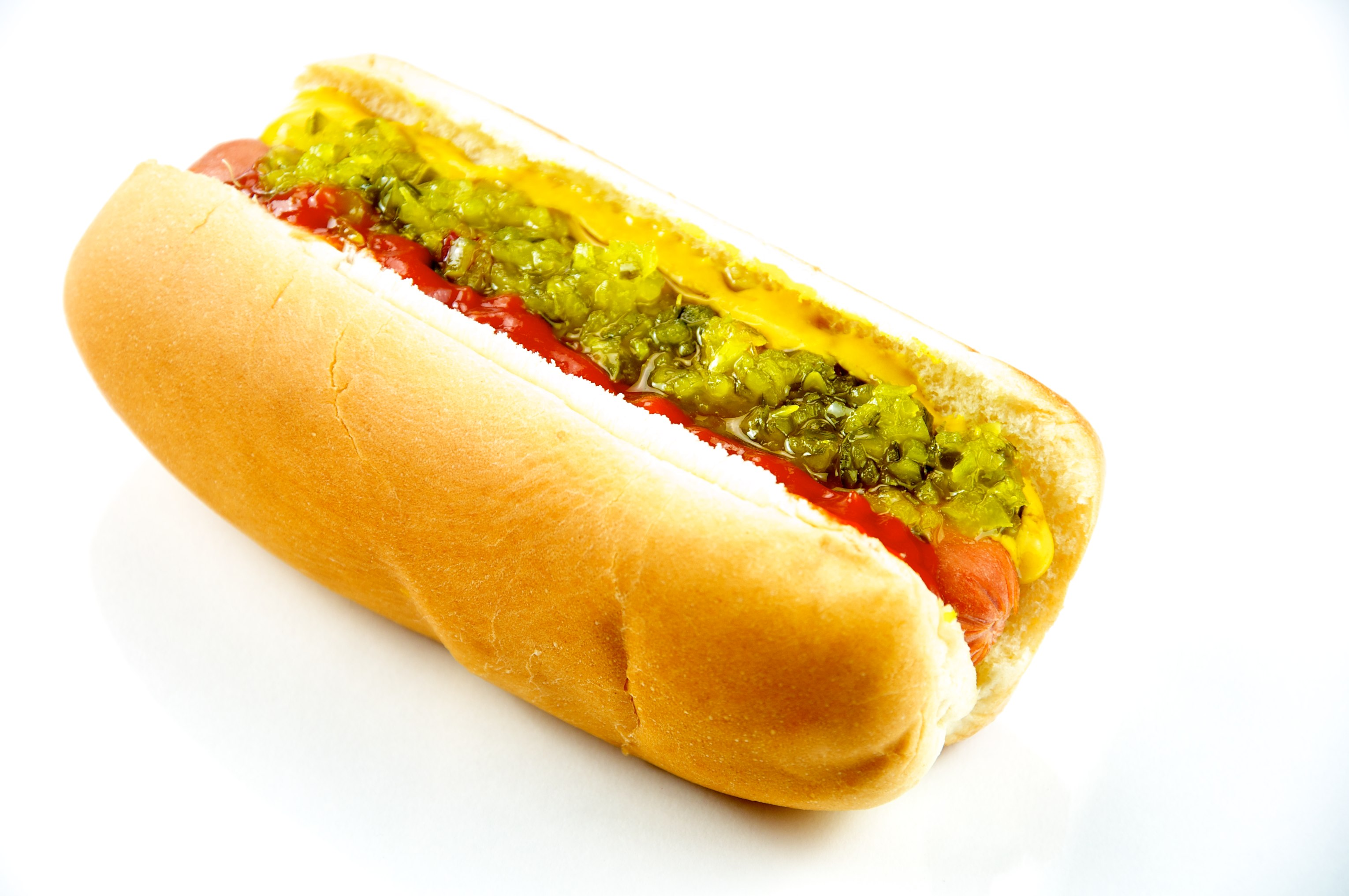
Hot dog

### Hamburger
Hamburger je národním a nejznámějším americkým pokrmem. Původem pochází z Německa (Hamburk) a do USA se dostal společně s německými imigranty. Jedná se o plátek, nejčastěji hovězího mletého masa, v hamburgrové housce, často s dalšími ingrediencemi (omáčky, salát, rajčata). Nejčastěji je podáván s hranolky. Často je podáván ve fastfood restauracích (McDonald's). Variantě hamburgeru se sýrem se říká cheeseburger.

### Hot dog
Hot dog (českou variantou je párek v rohlíku) je párek uvnitř podélně nařízlého rohlíku, dochucen omáčkou, někdy i dalšími ingrediencemi. Podobný je také corn dog, což je párek usmažený v těstě z kukuřičné mouky.

### Donut

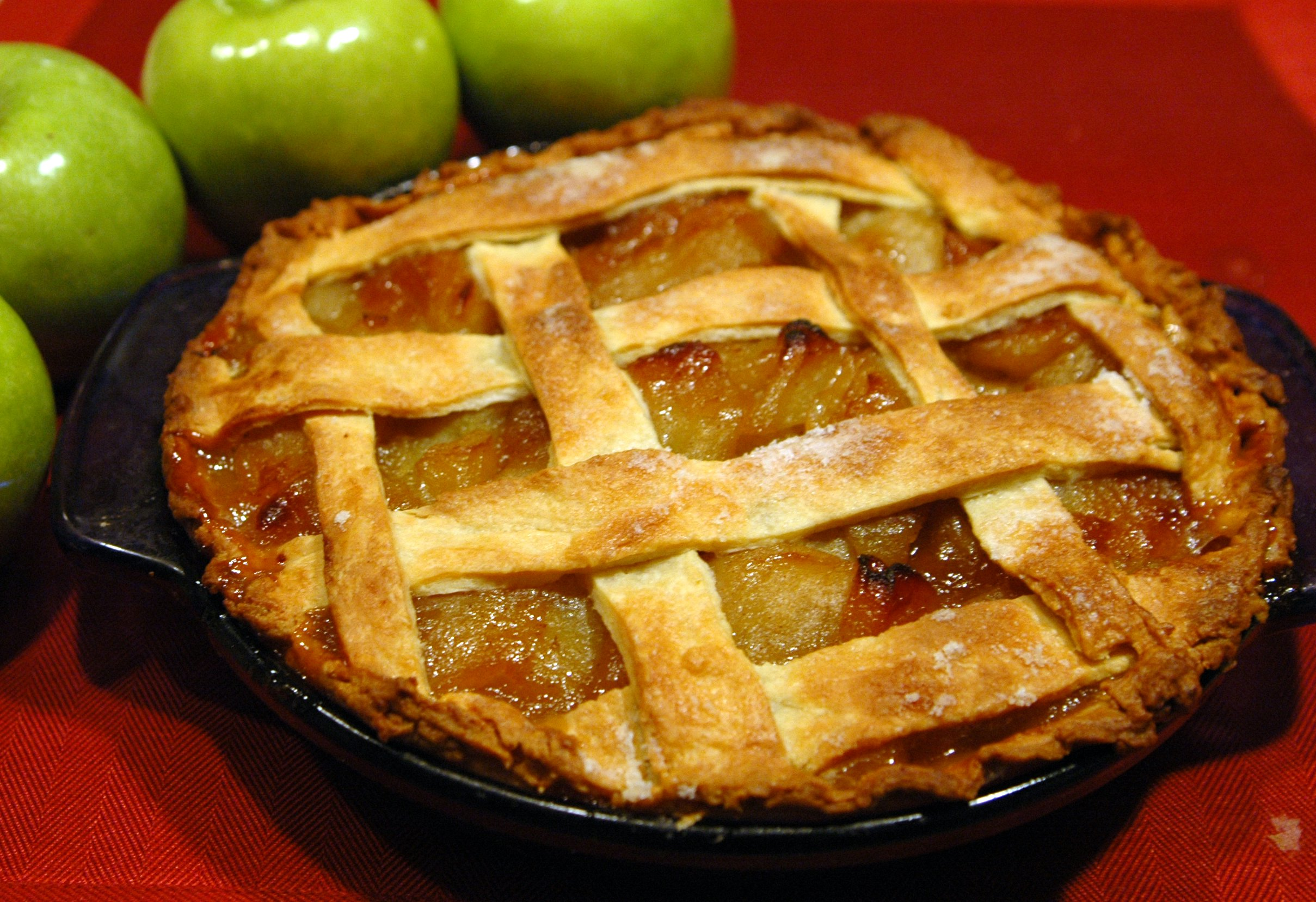
Apple pie

Donut (americká kobliha) je sladký zákusek ze smaženého těsta, podobný evropské koblize, ale na rozdíl od ní má uprostřed díru a náplň se nedává dovnitř, ale na jeho povrch. Náplně mohou být různorodé, donut může být jen posypán skořicí, nebo polit čokoládou. Na jeho povrchu potom mohou být například ořechy.

### Apple pie
Apple pie (česky jablečný koláč) je, jak už název napovídá, koláč s jablky. Nejčastěji bývají jablka v těstě, která je ve tvaru misky, na povrchu je poté ještě z těsta vytvořena mřížka.

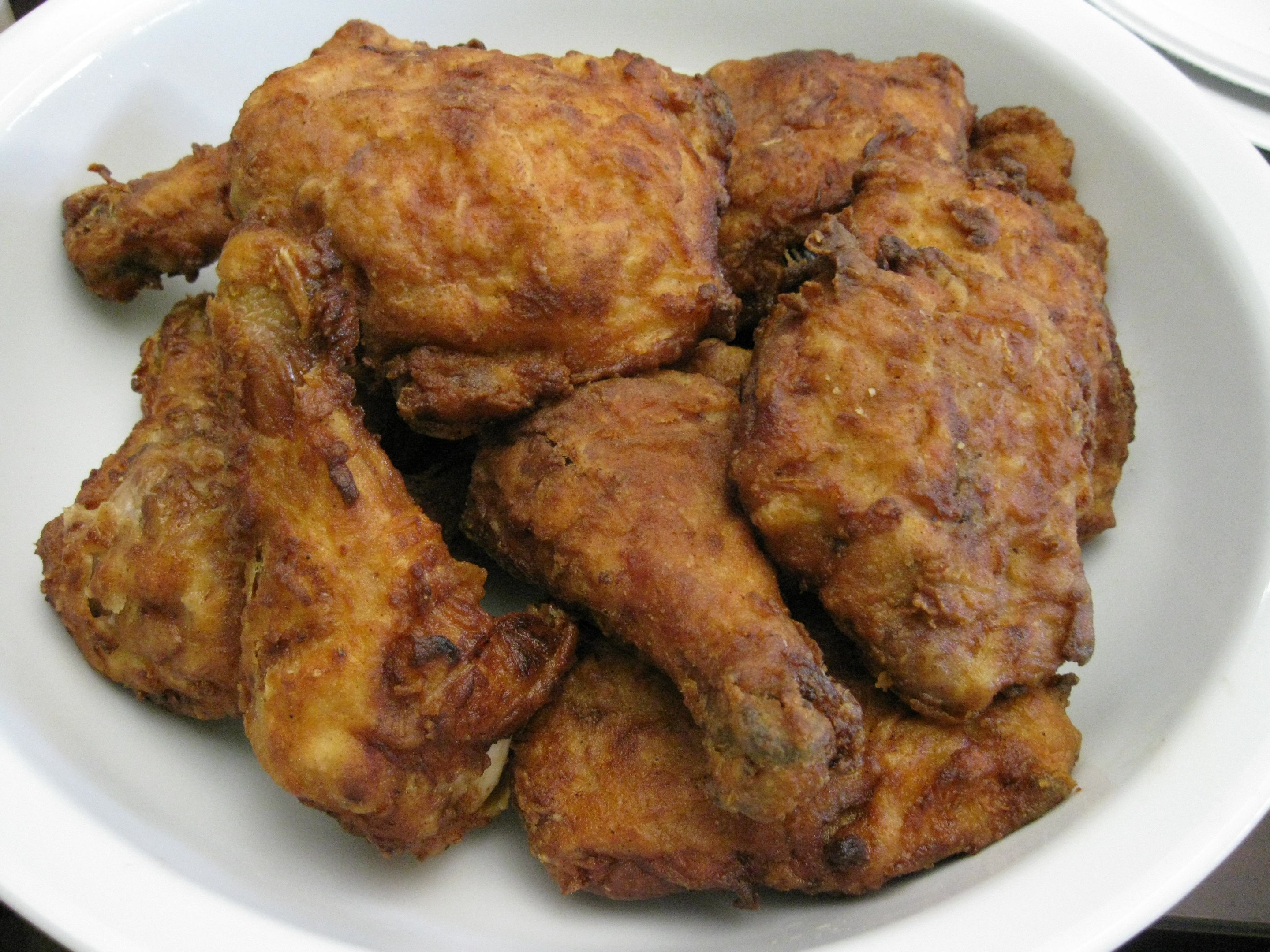
Smažené kuře

### Smažené kuře
Smažené kuřecí kousky (anglicky: fried chicken) jsou populární v celém USA, původně ale tento pokrm pochází z Amerického jihu, kde vznikl smísením skotského a afrického vlivu. Smažené kuře je také často podáváno ve fastfoodech (nejznámějším je KFC), často také ve formě kuřecích nugetů. Populární je varianta kuřecí křidélka Buffalo.

### Arašídové máslo
Arašídové máslo (burákové máslo, anglicky peanut butter) je pomazánka z arašídů. Dá se použít mnoha způsoby, nejčastěji se však maže na toastový chléb. Prodává se ve dvou variantách: v jemné (anglicky smooth) a „s křupavými kousky“ (anglicky: crunchies).

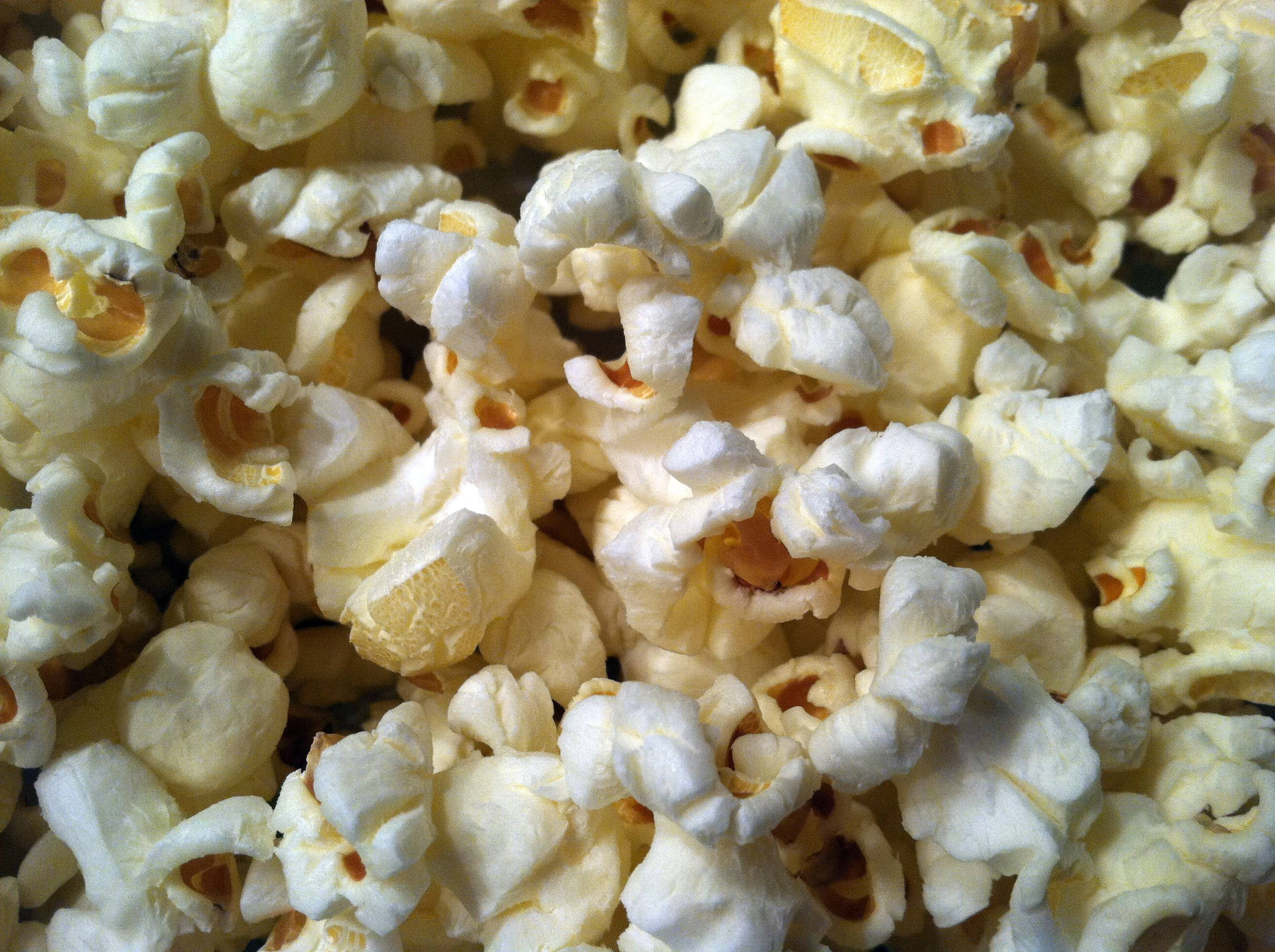
Popcorn

### Cibulové kroužky
Cibulové kroužky (anglicky: onion rings), plátky cibule ve tvaru kruhů, obalené v těstíčku a smažené. Často podávané ve fast foodech.

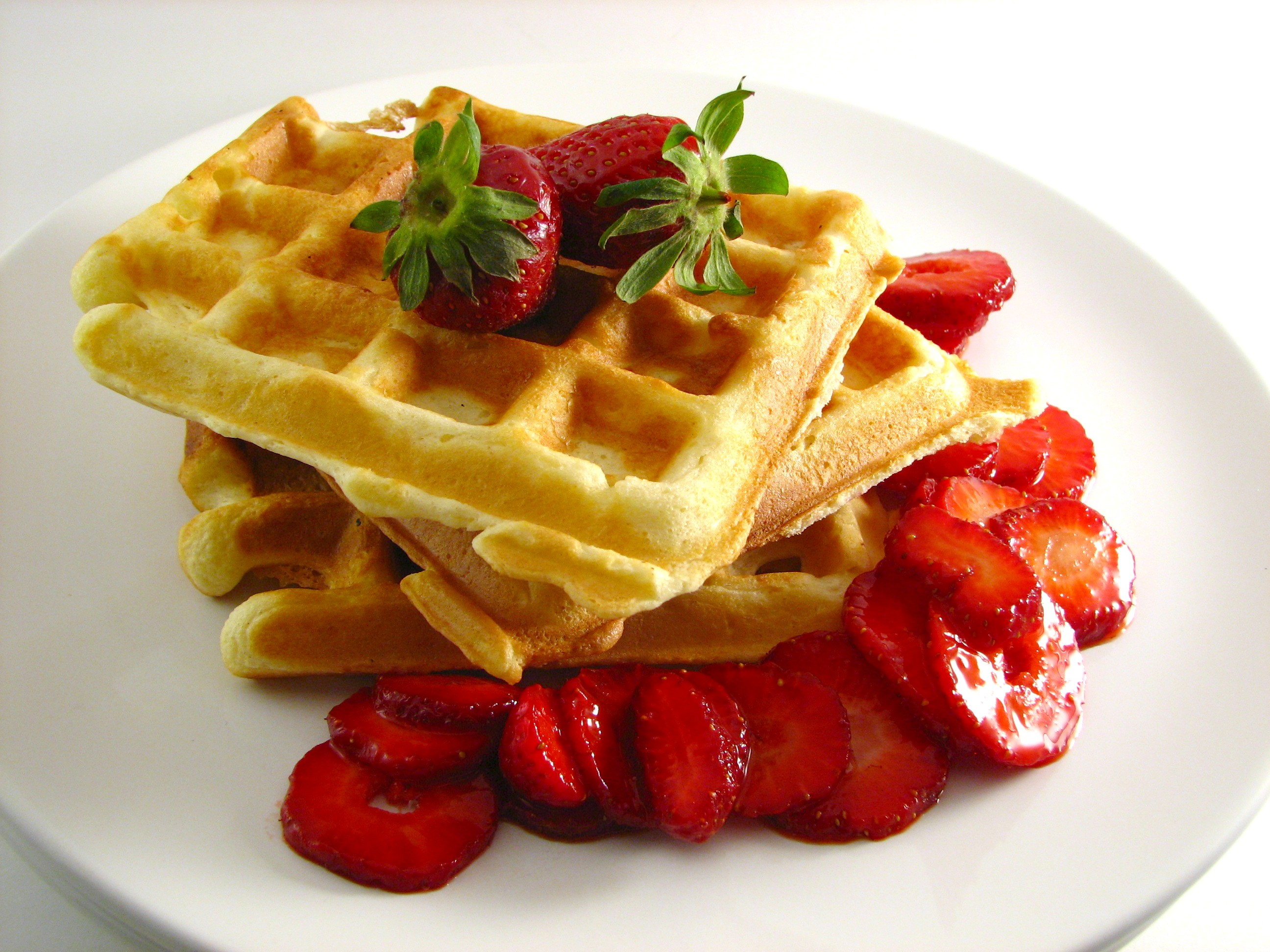
Vafle

### Macaroni and cheese

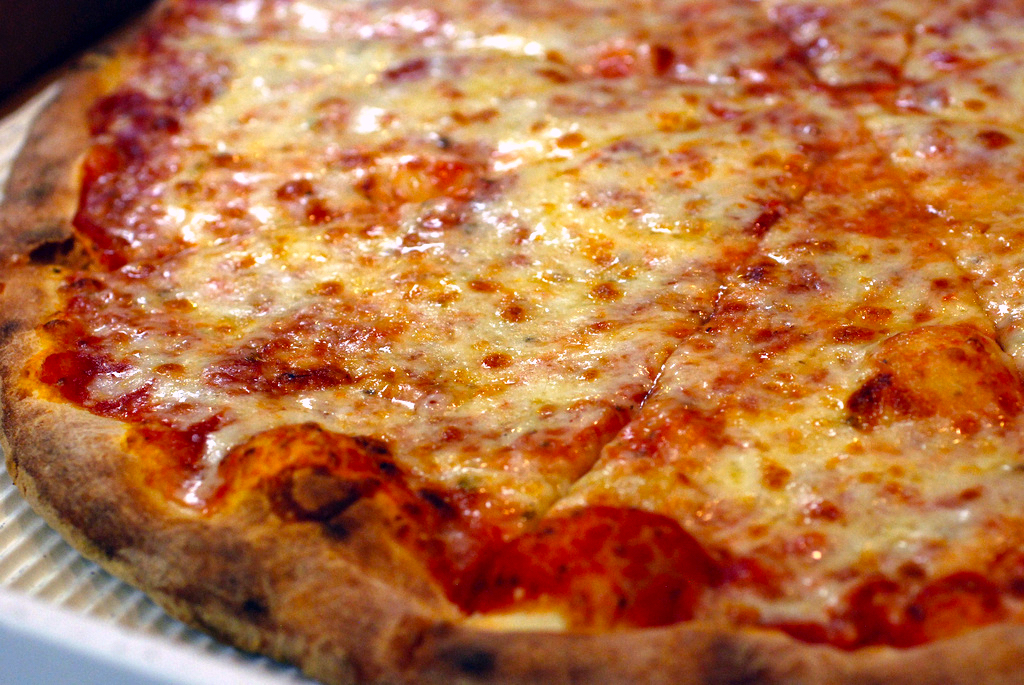
New York-style pizza

Macaroni and cheese je pokrm z makarónů se sýrovou omáčkou, nejčastěji z čedaru.

### Popcorn
Popcorn jsou vypukaná solená zrnka kukuřice. První jej vyráběli američtí indiáni. Často se podává v kinech. Existuje mnoho příchutí, například šunka-sýr nebo čokoláda.

### Pizza
Pizza pochází původně z Itálie, ale v USA je velmi populární. Je to placka z těsta potřená sugem z rajčat, na které je vrstva sýra a mohou se na ní přidat další ingredience (žampiony, šunka, klobása). New York-style pizza (pizza po newyorsku) je varianta pizzy populární převážně v New Yorku a okolí. Vyznačuje se křupavým okrajem a často na ní bývá jen sugo a mozzarela.

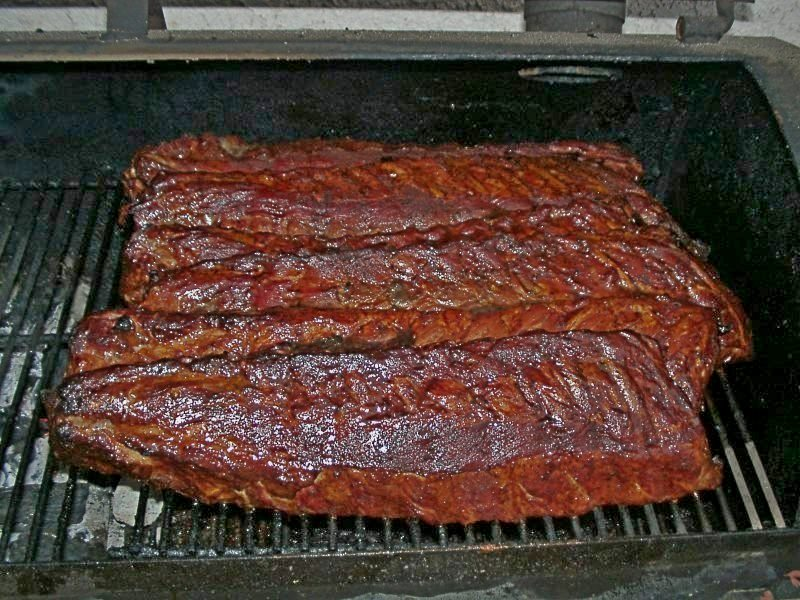
Žebírka na barbecue

### Další sladkosti
Vedle již zmiňovaných donutů jsou velmi populární také sušenky s kousky čokolády zvané cookies, čokoládový zákusek brownie a tvarohový dort cheesecake.

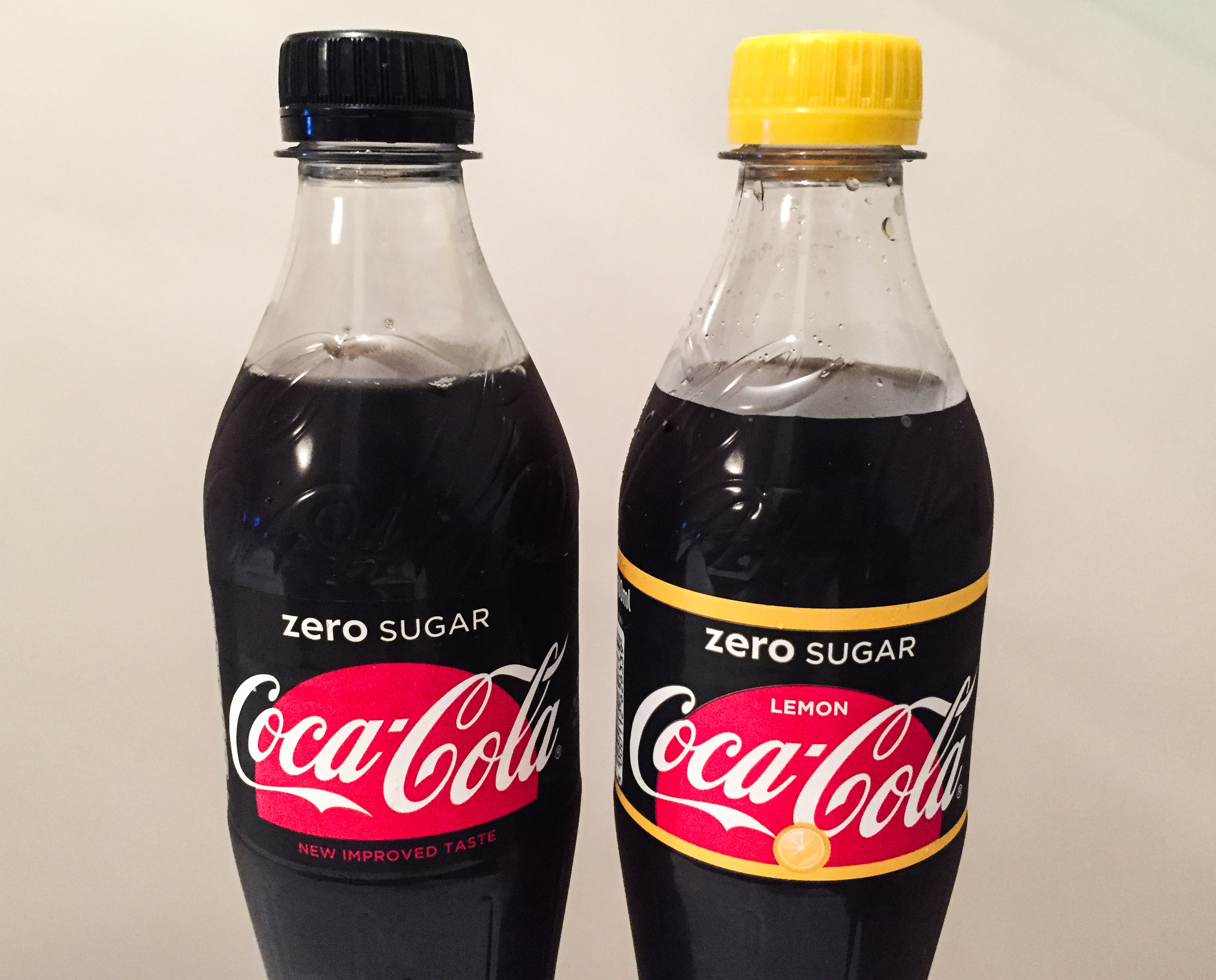
Lahve Coca-Coly

## Americká snídaně
Velmi populární snídaně v USA jsou lívance a vafle. Ty se často polévají javorovým sirupem. Lívance se někdy doplňují i slaninou. Dalším populárním snídaňovým pokrmem v USA jsou vejce, nejčastěji ve formě volského oka se slaninou nebo cornflakes, kukuřičné lupínky, podávané nejčastěji s mlékem. Někdy se také k snídani podává vepřová kotleta nebo biftek.
Na Americkém jihu se často k snídani podávají krupicové nebo obilné kaše. 

## Barbecue
Barbecue (nebo též BBQ) je způsob přípravy jídla, který je v USA velmi populární. Maso se při něm marinuje a poté griluje na kouři ze dřeva. Pořádání barbecue je v USA často také společenskou událostí. Nejčastěji se griluje vepřové, hovězí nebo kuřecí maso, populární jsou žebírka (anglicky ribs). Důležitá je také barbecue omáčka, která má mnoho variant a která se používá jak do marinád, tak i jako příloha k jídlu. Nejčastěji jsou základem ocet a rajčata.
Podle etymologů přejala angličtina slovo barbecue ze španělského barbacoa. Španělština toto slovo převzala z jazyka indiánských kmenů Aravaků a Timukuů, kteří žijí v oblasti Karibských ostrovů a Floridy.

## Nápoje
Nejznámějším americkým nápojem je limonáda Coca-Cola, která se později rozšířila do celého světa. Konkurentem Coca-coly je cola od firmy Pepsi. Dalšími populárními limonádami jsou citrónové limonády Sprite a 7 Up a pomerančové limonády Mirinda a Fanta.
Z alkoholických nápojů je populární pivo, spolu s irskými přistěhovalci se do USA dostala také whisky. V mnoho místech v USA, převážně pak v Kalifornii se vyrábí víno, převážně pak červené.

## Regionální kuchyně
USA je velmi rozsáhlý stát, z jednoho konce na druhý měří přes 4000 kilometrů, a tak dává smysl, že v každém regionu se jí něco jiného.

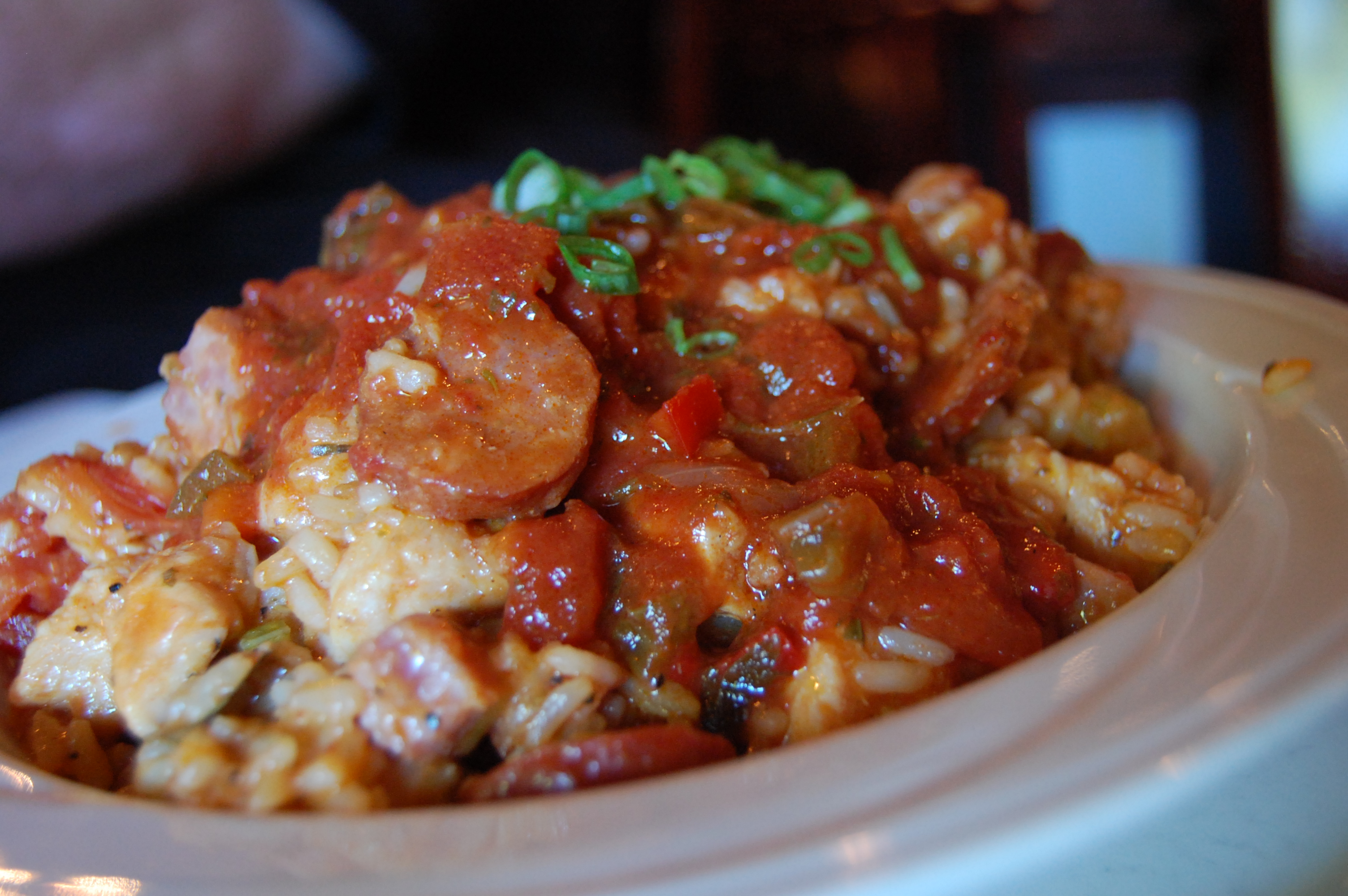
Jambalaya

### Kuchyně Amerického jihu

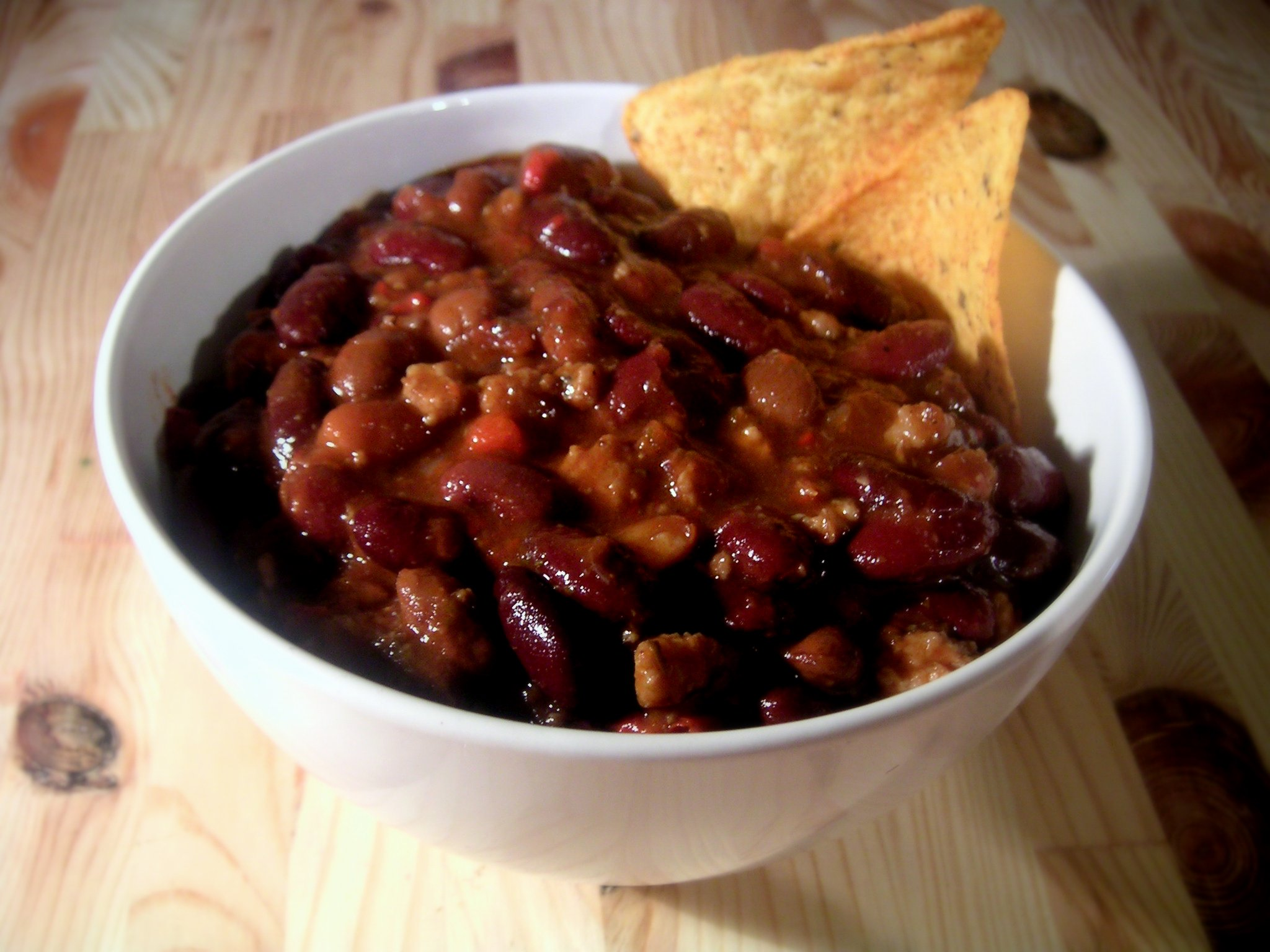
Chilli con carne

V jižních státech USA (od Texasu po Floridu) je kuchyně velmi rozmanitá. V oblasti státu Louisiana, který původně patřil k Francii žije hodně Kreolů (kreolská kuchyně), používají se tu hojně plody moře (raci, krabi, ústřice, krevety a mořské ryby). Používá se také čajot. Nejznámějším kreolským pokrmem je jambalaya, směs zeleniny, masa a rýže, podobná španělské paelle. V Texasu je kuchyně úplně jiná, je velmi podobná mexické kuchyni (označením pro spojení mexické a texaské kuchyně je Tex-Mex), populární jsou v Texasu například fajitas nebo chilli con carne, pikantní jídla s masem a fazolemi. Za zmínku stojí i tzv. soul food, jídla připravovaná černošskými otroky v období otroctví, nejznámější je již zmiňované smažené kuře.

### Kuchyně západu USA
Byla ovlivněna mnoha vlivy a je také velmi rozmanitá. Na severozápadě (státy Washington a Oregon), který je hodně lesnatý se často loví lososi a sbírají se houby a ostružiny. Více na východ se nachází množství rančů, které produkují především hovězí maso. Na jihu, u hranice s Mexikem je kuchyně velmi podobná té mexické. Specialitou Skalnatých hor jsou ústřice.Typické jídlo Kalifornie je nízkotučné, s velkým obsahem ovoce a zeleniny, doplněné lehkým masem a mořskými plody.

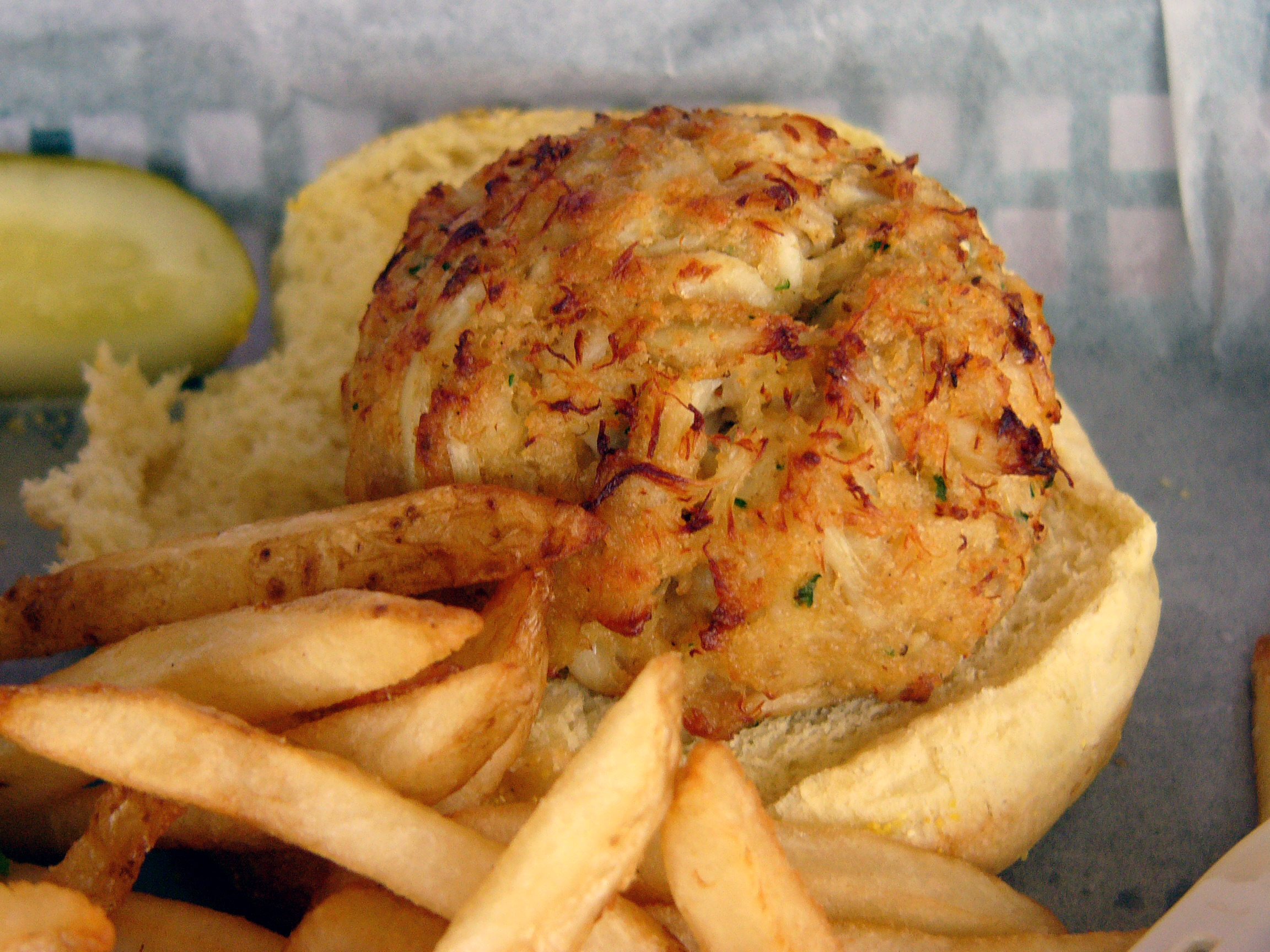
Krabí koláček

### Kuchyně severovýchodu USA
Kuchyně Nové Anglie je velmi podobná kuchyni prvních osadníků USA. Snoubí se zde vlivy britské a francouzské kuchyně s vlivy původních amerických Indiánů. Používá se například losí a jelení maso, používají se lesní plody jako brusinky nebo borůvky. Specialitou státu Maine je humr. Krabí koláčky, placičky z krabího masa jsou specialitou států Maryland, Delaware a New Jersey. Za zmínku stojí také speciality města New York, jako je již zmiňovaná New York–style pizza nebo newyorský cheesecake, který se typicky podává s jahodami. Specialitou města Filadelfie jsou cheesesteak (plátky bifteku podávané v housce se sýrovou omáčkou).

### Kuchyně Středozápadu
Ve střední části USA (Středozápad) se pěstuje hodně obilovin. Vyrábí se tu například grahamový chléb a mnoho druhů kukuřičných chlebů. Známých je mnoho druhů dortů a sušenek. Středozápad produkuje velké množství hovězího, ale i vepřového masa (Iowa je centrem produkce vepřového masa). Mnoho obyvatel Středozápadu je německého původu, někdy se tu proto podávají i německá jídla (např. bramborový salát, bramborové knedlíky).

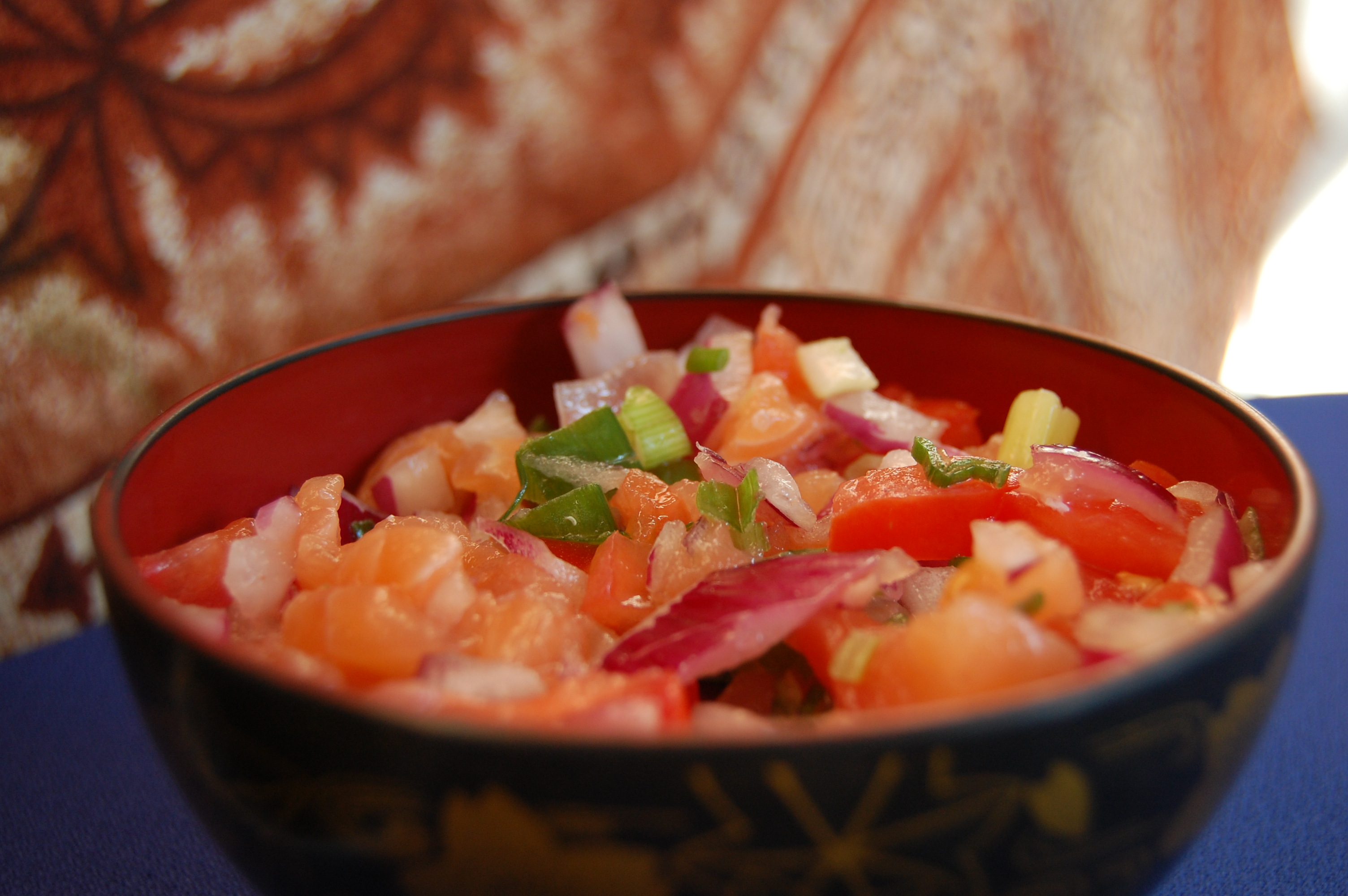
Lomi losos

### Havajská kuchyně
Havajská kuchyně je složená z mnoha kuchyní místních obyvatel, tedy domorodých Havajců, přistěhovalců z východní Asie (Čína, Japonsko, Korea, Filipíny) nebo Evropy (Portugalsko) a Ameriky, využívající místních plodin a živočišných zdrojů.
Mnoho místních restaurací podává plate lunch – talíř složený z různých druhů jídel. Používá se rýže (asijský vliv). Podává se například americký těstovinový salát a mnoho jiných jídel, například tradiční vepřové kalua připravené v zemní peci (imu), různé mořské plody, asijská jídla a ostatních havajská tradiční jídla, jako je například haupia (dezert z kokosového pudinku), lomi losos (salát z lososa) nebo laulau (maso v listech tara).